# Ayana Angel
Ayana Angel, född  28 juni 1979 i Atlanta, Georgia, är en amerikansk porraktris.
Ayana började sin karriär som strippa, hon strippade på sina lov från college.
Ayana sägs även arbeta som eskort ibland. Hon medverkade i några porrtidningar och gjorde sedan sin första porrfilm 2002. Hon är mest känd för sin runda sexiga stjärt (belägg?). I filmerna utför hon vaginal- och analsex, och både lesbisk och heterosexuell sex. Hon medverkar också ofta i så kallade interracial-scener.
Ayana har uppgett på sin blogg att hon nu slutat göra filmer och kommer även att sluta som eskort under våren 2007.